# Omar Lo

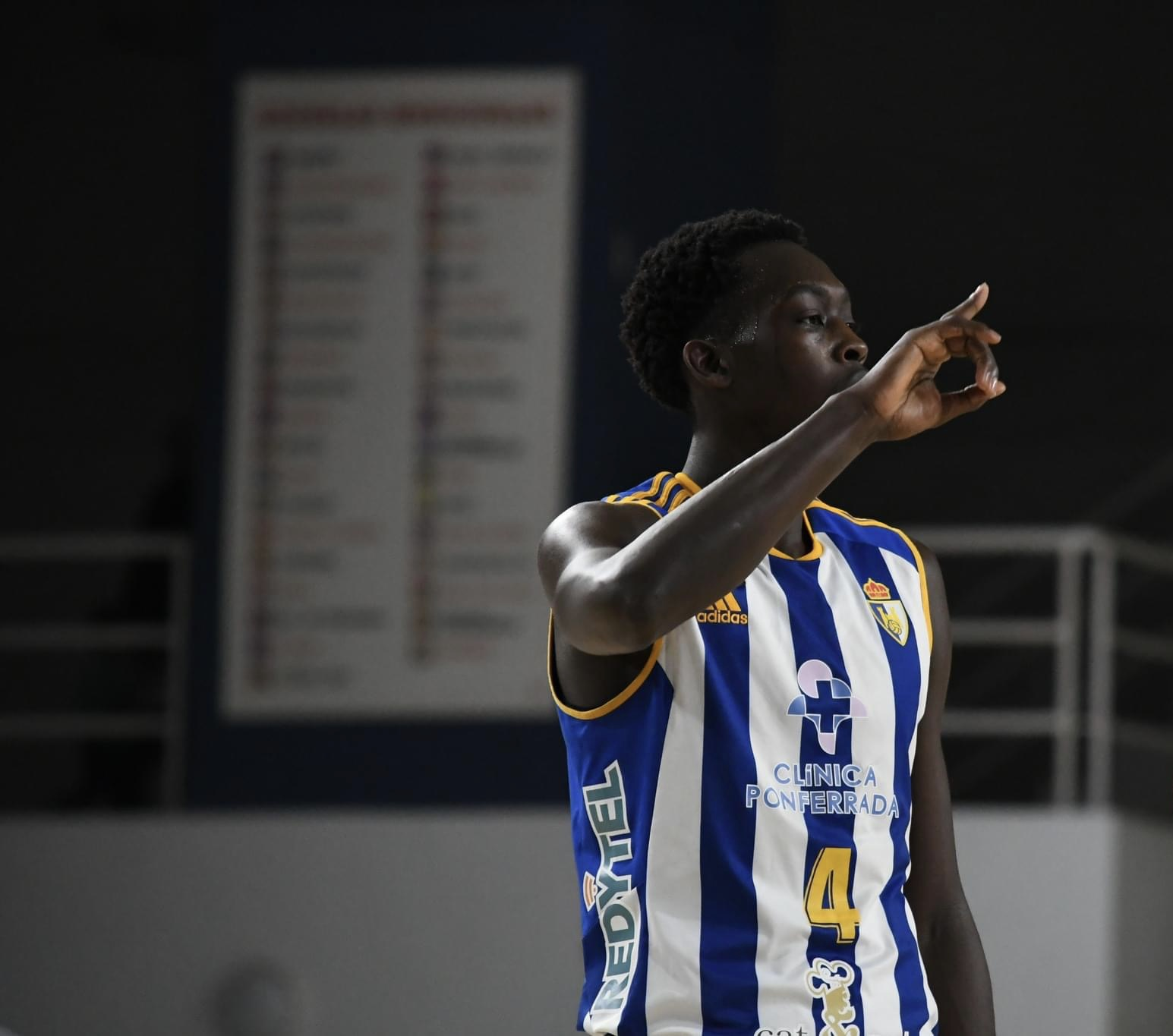

Omar Kabir Lo (Los Ángeles, California, 1 de julio de 1997), más conocido como Omar Lo, es un jugador de baloncesto estadounidense con nacionalidad senegalés que pertenece a la plantilla del Club Baloncesto Zamora de la Primera FEB. Con 2,06 metros de estatura, juega en la posición de Alero.

## Trayectoria deportiva
Nacido en Los Ángeles, California, es un jugador formado en la Robert F. Kennedy High School de su ciudad natal, antes de ingresar en 2015 en el Peninsula College, donde estuvo durante dos temporadas.
En la temporada 2017-18, ingresa en la Universidad Notre Dame de Nagur, donde jugaría una temporada con los Notre Dame de Namur Argonauts, antes de marcharse a la Universidad Bautista de California, situada en Riverside, California. Tras una temporada en blanco, disputaría la NCAA en la temporada 2019-20 con los California Baptist Lancers en los que promedió 10 puntos por partido.
En la temporada 2019-20, llega a España para firmar con el CB Tormes de la Liga EBA, realizando unos promedios de 16,6 puntos, 8,6 rebotes y 17,2 de valoración.
El 9 de agosto de 2021, firma por el filial de UCAM Murcia CB de la Liga EBA, donde realizó unos promedios de 17,8 puntos, 7,1 rebotes, 1,7 asistencias, 2 robos y 20,1 de valoración en la temporada 2021-22.
El 16 de julio de 2022, firma por el Club Baloncesto Ciudad de Ponferrada de la Liga LEB Plata, con el que promedia 14.2 puntos, 6.5 rebotes y 1.4 asistencias por encuentro.
El 10 de agosto de 2023, firma por el Club Bàsquet Menorca de la Liga LEB Oro.
El 20 de septiembre de 2024, firma por el Club Baloncesto Zamora de la Primera FEB.